# Firebird (Six Flags America)
Pour les articles homonymes, voir Firebird.
Firebird est un parcours de montagnes russes sans sol situé à Six Flags America à Largo, dans le Maryland. Ces montagnes russes ont ouvert pour la première fois en 1990 sous le nom Iron Wolf à Six Flags Great America. Il s'agissait de montagnes russes en position verticale. Ce furent les premières montagnes russes construites par Bolliger & Mabillard. Elles ont ensuite été transférées à Six Flags America le 7 juin 2012 et renommées Apocalypse jusqu'en 2018. L'attraction rouvre en 2019 sous le nom Firebird.

## Histoire

### Six Flags Great America (1990–2011)
Le 28 avril 1990, l'attraction a été inaugurée sous le nom de Iron Wolf à Six Flags Great America sur l'ancien site de Z-Force (le seul Intamin Space Diver jamais fabriqué). À ses débuts en 1990, il était le plus grand et le plus rapide parcours de montagnes russes au monde jusqu'en 1992, année où Togo a construit Milky Way, dont la hauteur était de 11,58 mètres, et en 1996, où Bolliger & Mabillard a construit Mantis à Cedar Point, dont la vitesse maximale était de 97 km/h,.
En 1994, Iron Wolf est apparu dans le film Richie Rich.
Le 5 août 2011, Six Flags Great America a annoncé sur sa page Facebook officielle que Iron Wolf serait fermé le 5 septembre 2011,,.

### Six Flags America (2012 – présent)

#### Apocalypse(2012–2018)
Le 22 août 2011, Six Flags America a annoncé sur sa page Facebook qu'ils ajouteraient une nouvelle attraction en 2012. Le 1er septembre 2011, Six Flags America annonce l'ajout d'Apocalypse.
Iron Wolf a fermé ses portes le 5 septembre 2011 et les préparatifs en vue de son transport vers son nouvel emplacement ont commencé. Les nouveaux propriétaires prévoyaient d'ajouter les montagnes russes à la section Skull Island de leur parc, mais avant que le déménagement ne puisse avoir lieu, Skull Mountain de Six Flags America devait être fermé et démoli pour laisser la place à la nouvelle attraction,,. La construction s'est poursuivie jusqu'à la fin du mois de mars 2012, date à laquelle le dernier morceau de voie a été installé.
La page Facebook officielle de Six Flags America avait annoncé l'ouverture officielle de l'attraction le 25 mai 2012, mais cette date a été modifiée par la suite au 7 juin 2012.

#### Firebird(depuis 2019)
Le 16 août 2018, le parc a annoncé sur ses réseaux sociaux la fermeture d'Apocalypse le 8 septembre 2018,. Le 30 août 2018, au lieu d'être démoli, il a été annoncé que Apocalypse serait converti en un montagnes russes sans sol et renommé Firebird pour la saison 2019. C'est la troisième fois que Bolliger & Mabillard transforme une montagne sans plancher, après Rougarou de Cedar Point (anciennement Mantis) et Patriot à California's Great America (auparavant appelé Vortex).

## Le circuit
Tout débute avec un premier lift. Ensuite vient la descente et un looping vertical. Quelques virages et après une deuxième inversion, un Corkscrew avant de retourner à la station.
Il existe sur ces montagnes russes une particularité utilisée sur Revolution, à Six Flags Magic Mountain, c'est-à-dire une voie traversant le looping.